# 200 mètres masculin aux Jeux olympiques d'été de 1924 (athlétisme)
Pour un article plus général, voir Athlétisme aux Jeux olympiques d'été de 1924.
Navigation
Anvers 1920 Amsterdam 1928
L'épreuve du 200 mètres masculin aux Jeux olympiques de 1924 s'est déroulée les 8 et 9 juillet 1924 au Stade olympique Yves-du-Manoir de Paris, en France.  Elle a été remportée par l'Américain Jackson Scholz.

## Résultats

### Finale
| Rang               | Couloir | Athlète         | Pays            | Temps  | Notes |
| ------------------ | ------- | --------------- | --------------- | ------ | ----- |
| Médaille d'or      | 4       | Jackson Scholz  | États-Unis      | 21 s 6 | OR    |
| Médaille d'argent  | 6       | Charley Paddock | États-Unis      | 21 s 7 |       |
| Médaille de bronze | 5       | Eric Liddell    | Grande-Bretagne | 21 s 9 |       |
| 4                  | 1       | George Hill     | États-Unis      | 22 s 0 |       |
| 5                  | 3       | Bayes Norton    | États-Unis      | 22 s 0 |       |
| 6                  | 2       | Harold Abrahams | Grande-Bretagne | 22 s 3 |       |